# Кулагин, Иван Ефимович
Иван Ефимович Кулагин — советский хозяйственный, государственный и политический деятель.

## Биография
Родился в 1905 году в селе Кожевенном. Член ВКП(б) с 1928 года.
С 1925 года — на хозяйственной, общественной и политической работе. В 1925—1959 гг. — учитель Бедярышской школы, инспектор народного просвещения и заведующий роно Минского района Уральской области, секретарь комитета ВКП(б) завода, заведующий Агитационно-массовым отделом районного комитета ВКП(б), 1-й секретарь районного комитета ВКП(б), секретарь Тарского окружного комитета ВКП(б) по кадрам, 1-й секретарь Ханты-Мансийского окружного комитета ВКП(б), первый секретарь Ромодановского райкома ВКП(б), заместитель Председателя Совета Министров Мордовской АССР.
Избирался депутатом Верховного Совета СССР 4-го созыва.